# María Victoria González Román
María Victoria González Román (Irún, Guipúzcoa, 3 de agosto de 1960) es una diplomática española. Ha sido embajadora de España en Dinamarca (2022-2025).

## Carrera diplomática
Se licenció en Ciencias Políticas y Sociología.
Ha estado destinada en las embajadas de España en Gabón (1993), Bolivia (1994-1996), Bélgica (1999-2004) y República Checa (2004-2008) y desempeñó los cargos de ministra consejera en la Misión Permanente ante Naciones Unidas (2011-2015) y Representante Permanente ante la Organización para la Seguridad y la Cooperación en Europa - OSCE (2018-2019), con sede en Viena.
Ha sido Embajadora en Misión Especial para la Alianza de Civilizaciones (2008-2011) y Embajadora en Misión Especial para la Agenda 2030.
En el Ministerio de Asuntos Exteriores, ha sido directora general de Europa Occidental, Central y Sudeste de Europa (2020).